# Склярова Марія Андріївна
Марі́я Андрі́ївна Скляро́ва (нар. 8 лютого 1899, с. Дяківка, нині Буринського району Сумської області — пом. 16 лютого 1978, Київ) — українська театральна акторка, театральна режисерка, педагогиня. Організаторка та керівниця ряду лялькових театрів. Авторка п'єс для лялькових театрів.

## Життєпис
Навчалась в акторській студії при Молодому театрі Леся Курбаса.
1921—1922 — акторка Мандрівного театру «Каменярі».
1922—1924 — навчалась у Другій майстерні мистецького об'єднання «Березіль».
1925 — закінчила Державний музично-драматичний інститут імені М. В. Лисенка в Києві.
1926 — акторка Харківського театру ім. І. Франка.
1927—1928 — акторка Одеського театру юного глядача.
1928—1934 — акторка Київського пересувного селянського театру.
1934—1936 — акторка Київського обласного драматичного театру імені «КОРПС» у місті Житомирі.
1937—1941 — акторка Першого українського театру маріонеток.
1941—1943 — акторка театру ляльок М. І. Тобілевич-Кресан при «Будинку дитини».
Після звільнення Києва від фашистських загарбників Марія Склярова отримала дозвіл в Управлінні у справах мистецтв на відновлення театру ляльок у Києві, який діяв до війни. Директоркою затвердили М. І. Тобілевич-Кресан. Художньою керівницею стала Євгенія Стороженко.
1944 року Марія Склярова організувала і стала художньою керівницею Київського обласного театру ляльок.
1945—1949 — організаторка, художня керівниця Республіканського театру ляльок.
1950—1966 — педагогиня, завідувачка кабінетом історії театру Київського інституту театрального мистецтва ім. І. Карпенка-Карого.
1950—1970 — керівниця дитячого лялькового театру Республіканського палацу піонерів.

## Родина
Чоловік — Швачко Олексій Филимонович, український кінорежисер школи Олександра Довженка, заслужений діяч мистецтв УРСР.
Дочка — музикознавиця Швачко Тетяна Олексіївна, заслужена діячка мистецтв України (2001).